# Copa Interamericana 1985
La Copa Interamericana 1985 est la 9e édition de la Copa Interamericana. Cet affrontement oppose le club trinidadien de la Defence Force vainqueur de la Coupe des champions de la CONCACAF 1985 aux argentins d'Argentinos Juniors, vainqueur de la Copa Libertadores 1985. 
La rencontre a lieu le 10 décembre 1986. 
Les Argentinos Juniors remportent ce match 1-0.

## Contexte
Les Argentinos Juniors se qualifie pour cette Copa Interamericana en gagnant la Copa Libertadores 1985 grâce à sa victoire obtenue en match d'appui lors de la finale jouée contre l'América Cali (1-0, 0-1 et 1-1 (5 t.a.b. à 4)). C'est la première Copa Interamericana gagnée par le club argentins.
Pour sa part, la Defence Force a gagné la zone Caraïbes de la Coupe des champions de la CONCACAF 1985 puis la finale face au Club Deportivo Olimpia (2-0 et 0-1). C'est le deuxième succès du club dans cette compétition, après celui de 1978 qui est cependant partagé avec le CSD Comunicaciones et le Club Universidad de Guadalajara.

## Feuille de match
| 10 décembre 1986 | Defence Force | 0 – 1 | Argentinos Juniors | Hasely Crawford Stadium, Port-d'Espagne |                          |
|                  |               |       | 27e Dely Valdés    | Arbitrage : Hubert Tromp                | Arbitrage : Hubert Tromp |
|                  | Rapport       |       |                    | Arbitrage : Hubert Tromp                | Arbitrage : Hubert Tromp |

| Defence Force : |                   |
|                 | Équipe non connue |
|                 |                   |
|                 |                   |
|                 |                   |
|                 |                   |
|                 |                   |
|                 |                   |
|                 |                   |
|                 |                   |
|                 |                   |
|                 |                   |

| Argentinos Juniors :  |
| Enrique Vidallé (en)  |
| Carmelo Villalba (en) |
| José Luis Pavoni (en) |
| Jorge Olguín          |
| Adrián Domenech       |
| Mario Videla (en)     |
| Sergio Batista        |
| Emilio Commisso       |
| José Antonio Castro   |
| Armando Dely Valdés   |
| Carlos Ereros (es)    |
| Remplaçants :         |
| Cesar Roberto Mendoza |
| Domingo Irala Sarabia |
| Jorge Pellegrini (en) |
| Carlos Mac Allister   |
| Entraîneur :          |
| José Yudica           |